# Măsură (matematică)

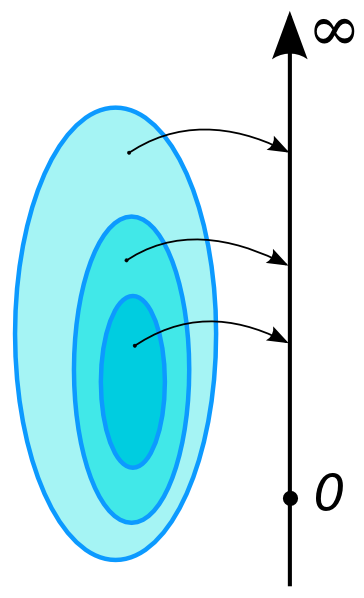
Ilustrare a modului cum se atribuie o măsură unei mulțimi.
Informativ, o măsură are propietatea fi monotonă în sensul că dacă A este un subansamlu al B, măsura lui A este mai mică sau egală decât măsura lui B. De altfel, măsura unui subansamlu gol trebuie să fie 0.

În teoria măsurilor, o măsură (măsură = mărime) a unui ansamblu (ansamblu = mulțime) este un mod sistematic de atribuire la fiecare subansamblu corespunzător unei valori numerice,  interpretată intuitiv ca mărimea acelui subansamblu. Această generalizare nu are o semnificație fizică imediată, dar are multe aplicații în analiza matematică și în teoria probabilităților.
În acest sens, măsura este un concept din matematica superioară care extinde noțiunile de lungime, arie, volum și aceasta în cazul mulțimilor. 
Există mai multe tipuri de măsuri: măsura Jordan, măsura Borel, măsura Lebesgue etc. Un exemplu particular important este Măsura Lebesgue pe un spațiu euclidian, care atribuie convențional lungimea, aria, volumul din Geometria Euclideană la mulțimi de subansamble corespunzătoare cu Rn, n = 1, 2, 3, ....  ca de exemplu, măsura Lebesgue al [0, 1] în mulțimea numelor reale este valoarea sa în înțeles corect, în special 1.
Pentru a defini măsura (vezi definiția de mai jos), o funcție care atribuie un număr real pozitiv sau care tinde la +∞ pe subansamblul unui ansamblu sau pe o mulțime de subansamble (fie o sumă algebrică Σ : X → R; unde X este un câmp de evenimente sau un clan, și care are anumite proprietăți sau condiții; măsura matematică este o funcție μ Є Σ; unde Σ > 0).

## Definiție
Fie Σ o sumă algebrică σ-algebrică a unui ansamblu X. O funcție μ definită pe Σ unde σ-algebrică Σ → R este numită măsură dacă sunt satisfăcute proprietățile:
- Număr real pozitiv:

{\displaystyle \mu (E)\geq 0} pentru toate {\displaystyle E\in \Sigma .}
- Mulțimea vidă are măsura nulă:

{\displaystyle \mu (\varnothing )=0.}
- {\displaystyle \sigma }-aditivitate: Dacă {\displaystyle E_{1},E_{2},E_{3},\dots \,} este un șir de mulțimi disjuncte și măsurabile din Σ, iar

{\displaystyle E=E_{1}\cup E_{2}\cup E_{3}\cup \dots } ,
atunci:
{\displaystyle \mu \left(\bigcup _{i}=1^{n}{E_{i}}\right)=\sum _{i=1}^{\infty }{\mu \left(E_{i}\right)}} .